# تاجنة (بني بوزارت)
تاجنة هو دُوَّار يقع بجماعة مطماطة، إقليم تازة، جهة فاس مكناس في المملكة المغربية. ينتمي الدوّار لمشيخة بني بوزارت التي تضم 4 دواوير. يقدر عدد سكانه بـ 565 نسمة حسب الإحصاء الرسمي للسكان والسكنى لسنة 2004.

## روابط خارجية
- البوابة الوطنية للجماعات الترابية نسخة محفوظة 12 مارس 2018 على موقع واي باك مشين.
- المندوبية السامية للتخطيط